# Euthore dorada
Euthore dorada – gatunek ważki z rodziny Polythoridae. Występuje na terenie Ameryki Południowej; znany jest jedynie z miejsca typowego w prowincji Tungurahua w środkowym Ekwadorze; brak stwierdzeń po 1937 roku.